# Sara Konor
Sara Džanet Konor (engl. Sarah Jeanette Connor) je izmišljeni lik, heroina iz prva dva filma o Terminatoru i TV serije . U filmovima ju je igrala američka glumica Linda Hamilton (Linda Hamilton), a u seriji britanska glumica Lina Hidi (Lena Headey). Takođe se pojavila u filmu Terminator: Postanje gde ju je igrala Emilija Klark i ponovo se pojavila u filmu Terminator: Mračna sudbina u kome je Linda Hamilton reprizirala ulogu.

## Istorija lika

### Terminator
U filmu Terminator, Sara Konor je mlada konobarica koju progoni Terminator (glumi ga Arnold Švarceneger (Arnold Schwarzenegger), iz njoj nepoznatih razloga. Spasava je vojnik iz budućnosti Kajl Ris (Kyle Reese), koga glumi Majkl Bin (Michael Biehn), koji joj objašnjava da će u budućnosti vojni pronalazači stvoriti veštačku inteligenciju zvanu Skajnet (Skynet), za donošenje strateških odluka. U jednom trenutku, program postaje svestan sebe, preuzima kontrolu nad većinom svetskog vojnog naoružanja (uključujući i razne napredne robote) i započinje sveopšti nuklearni napad na ljudska bića.
Međutim, čovek po imenu Džon Konor (John Connor) konačno dovodi ljudski pokret otpora pred samu pobedu, ali otkriva da je Skajnet otkrio putovanje kroz vreme i poslao robota ubicu u prošlost kako bi ubio njegovu majku i time sprečio njegovo rođenje. Saznavši za ovo, Džon Konor, Sarin budući sin, takođe u prošlost šalje poručnika Risa da zaštiti njegovu majku po svaku cenu. Tokom kratkog vremena provedenog zajedno, Sara i Ris ze zaljubljuju jedno u drugo. Ispostaviće se da je Ris zapravo otac Džona Konora. Naposletku, Ris gine, a Sara uništava Terminatora hidrauličnom presom.
Iako ju je Risova smrt teško potresla, njegova iskrenost i hrabrost daće Sari snagu da nastavi i razvije neophodne veštine i sposobnosti kojima će podučavati svog sina Džona, budućeg vođu pokreta otpora. Radnja filma sažeta je u rečima koje Ris upućuje Sari:
| „ | Slušaj! I shvati! Terminator je negde tamo. S njim se ne može raspravljati! Ne može se urazumiti! On ne oseća žaljenje, kajanje ili strah. I apsolutno se neće zaustaviti, nikada, dok ti ne budeš mrtva! | ” |

### Terminator 2: Sudnji dan
U filmu Terminator 2: Sudnji dan, dva robota iz budućnosti se vraćaju nazad kroz vreme: jedan da ubije Sarinog sina, desetogodišnjeg Džona, koga glumi Edvard Ferlong (Edward Furlong), a drugi da ga zaštiti. Preokret je da ovoga puta Švarcenegerov lik (drugi T-800) spasitelj, jer ga je Džon Konor reprogramirao da ga zaštiti od naprednog protitipa T-1000, koga glumi Robert Patrik (Robert Patrick), koji je poslat da ga ubije.
Na neki način, Terminator 2 predstavlja psihološku studiju Sare Konor. Ona je potpuno drugačija osoba u odnosu na krhku devojku iz prvog dela; smisao njenog života neizbrisivo je promenjen nakon događaja iz prethodnog filma. Znanje koje poseduje vezano za sudbinu čovečanstva načinilo ju je isuviše opreznom, što su mnogi protumačili kao paranoju i psihozu. Na početku filma saznaje se da je Sara završila u duševnoj bolnici zbog neuspelog pokušaja da digne u vazduh zgradu kompanije Cyberdyne Systems koja je stvorila Skajnet. Znanje o tome šta će se dogoditi u budućnosti je uzrok neprestanih košmara i dobrim delom antagonizma, pa je doktori drže pod maksimalnim obezbeđenjem. Međutim, Sara ne dopušta da bude dugo zadržana i par puta pokušava da pobegne. Njen poslednji pokušaj bekstva poklapa se sa dolaskom Džona i Terminatora koji dolaze da je oslobode. Tokom ovog događaja Sarin glavni doktor je užasnut činjenicom da vidi oba terminatora i shvata da su Sarina predviđanja bila tačna.
Za Saru je gotovo nemoguće da prihvati činjenicu da je T-800 dobronameran; tokom filma ona ostaje neprijateljski nastrojena prema njemu, dok njen sin sa njim razvija odnos poput odnosa oca i sina. U režiserskoj verziji filma postoji scena u kojoj Sara ima priliku da uništi Terminatorov procesor i tako ga uništi. Zamalo to i čini, ali je Džon sprečava.
Do kraja filma Sara će na neki način prihvatiti Terminatora. Film se završava njenim rečima:
| „ | Nepoznata budućnost ide ka nama. Po prvi put na nju gledam s nadom. Jer ako mašina, Terminator, može da shvati vrednost ljudskog života... možda možemo i mi. | ” |

U prvom filmu o Terminatoru, pomenuto je da je Sara bila legenda među članovima pokreta otpora, naučivši svog sina da se bori i organizuje dok su se oni krili zbog rata. U režiserskoj verziji Terminatora 2, Sara je prikazana kao baba. Ta verzija se međutim ne smatra za kanon jer se razlikuje od bioskopske.

### Terminator 3: Pobuna mašina
U trećem delu filma Sara je već mrtva, umrevši od leukemije ubrzo nakon događaja iz prethodnog filma. Njen pepeo raspršen je u more dok se u kovčegu sa njenim imenom nalazila gomila oružja ostavljena da je Džon pronađe. Natpis na njenom "grobu" glasio je: Nema sudbine osim one koju sami stvaramo.

### 
U novembru 2005. najavljeno je da će  producirati TV seriju pod nazivom Terminator: The Sarah Connor Chronicles koja će pratiti avanture nje i njenog sina u godinama nakon završetka drugog filma. Terminator 3: Pobuna mašina se ne nadovezuje na ovu seriju već prati drugačiji kontinuitet. U novembru 2006. najavljeno je da će Lina Hidi igrati novu Saru Konor.

### Terminator: Mračna sudbina
U šestom delu filma Terminator: Mračna sudbina Linda Hamilton ponovo je tumačila ulogu Sare Konor. Novi Terminator uz želju da ignoriše sve što se u ovoj franšizi dogodilo posle Sudnjeg Dana (Terminator 2), vratio je i Arnolda Švarcenegera, a nova zvezda je glumica Makenzi Dejvis. Za režiju je bio zadužen Tim Miler (Dedpul), producent je Džejms Kameron, a premijera novog Terminatora održana je u novembru 2019.

## Spoljašnje veze
- A New Body of Work:Linda Hamilton Gets Tough in Terminator 2[мртва веза]
- The Terminator на веб-сајту  (језик: енглески)
- Terminator 2: Judgment Day на веб-сајту  (језик: енглески)
- T2 3-D: Battle Across Time на веб-сајту  (језик: енглески)
- The Sarah Connor Chronicles на веб-сајту  (језик: енглески)
- Terminator: Dark Fate на веб-сајту  (језик: енглески)